# Fernand Rinfret

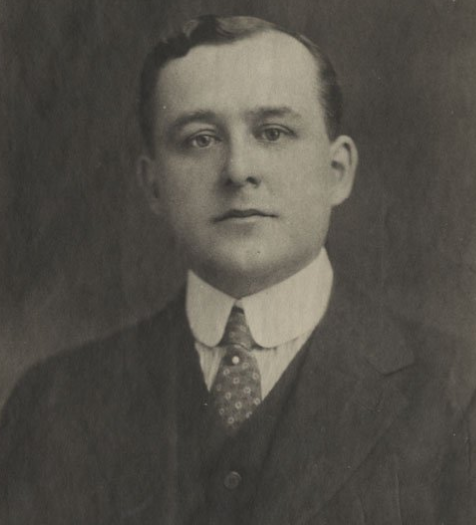
Fernand Rinfret

Fernand Rinfret, PC (* 28. Februar 1883 in Montreal; † 12. Juli 1939 in Los Angeles) war ein kanadischer Journalist, Autor und Politiker (Liberale Partei). Von 1920 bis zu seinem Tod war er Abgeordneter des Unterhauses, von 1932 bis 1934 amtierte er als Bürgermeister der Stadt Montreal.

## Biografie
Rinfret war der Sohn eines Rechtsanwalts und erhielt seine Ausbildung am Collège Notre-Dame sowie am Collège Sainte-Marie in Montreal. Während dieser Zeit schrieb er Theaterkritiken unter den Pseudonymen Paul Destrée, Graindorge und Pierre Simon. Ab 1907 war Rinfret in Saint-Jérôme für die Zeitung L'Avenir du Nord tätig, ebenso als persönlicher Sekretär des Seefahrts- und Fischereiministers Raymond Préfontaine. Ebenfalls ab 1907 war er Parlamentskorrespondent für die Zeitung Le Canada, von 1909 bis 1926 war er deren Chefredakteur. Während des Ersten Weltkriegs schrieb er eine Artikelserie über die Ereignisse in Großbritannien und an der Westfront, die 1918 als Sammelband veröffentlicht wurden.
1920 kandidierte Rinfret bei einer Nachwahl im Wahlkreis Saint-Jacques und zog für die Liberale Partei ins Unterhaus ein. Fünfmal in Folge gelang ihm die Wiederwahl, zuletzt 1935. Premierminister William Lyon Mackenzie King berief ihn im September 1926 ins 14. Kabinett und wies ihm den Posten des „Staatssekretärs von Kanada“ zu. Als solcher leitete Rinfret in erster Linie die Regierungskanzlei. Diese Aufgabe übte er bis zum Regierungswechsel im August 1930 aus.
Im April 1932 wurde Rinfret zum Bürgermeister von Montreal gewählt und schlug dabei Amtsinhaber Camillien Houde. Da er als erfahrener Politiker galt, trauten ihm die Montrealer zu, er könne den umstrittenen Bau des Sankt-Lorenz-Seewegs verhindern. Zwei Jahre später wurde er als Bürgermeister abgewählt. Nachdem die Liberalen auf nationaler Ebene wieder die Regierung stellten, war Rinfret von Oktober 1935 bis zu seinem Tod im 16. Kabinett erneut Staatssekretär für Kanada. Während mehrerer Jahre war er darüber hinaus Direktor der Canadiens de Montréal.
Sein älterer Bruder Thibaudeau Rinfret war Vorsitzender (Chief Justice) des Obersten Gerichtshofes von Kanada.

## Werke
- Louis Fréchette, 1906
- Octave Crémazie, 1906
- Un voyage en Angleterre et au front français, 1918
- Le libéralisme de Laurier, 1919
- Essais sur la politique, l'histoire et les arts, 1920
- L'effort littéraire au Canada français, 1920
- Pensées et souvenirs, 1942